# Anastasija Petrik
Anastasija Igorivna Petrik (ukr: Анастасія Ігорівна Петрик; rođena 4. maja 2002) je mlada ukrajinska pevačica, koja je predstavljala Ukrajinu na Dečjoj pesmi Evrovizije 2012, održanoj u Amsterdamu, Holandija. Anastasija je rođena sestra Viktorije Petrik, koja se takođe na ovom takmičenju našla pod ukrajinskom zastavom 2008. godine i zauzela visoko drugo mesto.

## Dečji Evrosong
Sa pesmom Nebo koju je komponovala uz sestrinu pomoć, pobedila je sa osvojenih 138 poena.
| # | Takmičenje                     | Predstavnik       | Pesma | Poeni | Mesto |
| - | ------------------------------ | ----------------- | ----- | ----- | ----- |
|   | 2012 Subota, 1. decembar, 2012 | Anastasiya Petryk | Nebo  | 138   | 1.    |